# Billboard 200

El Billboard 200 és una llista publicada setmanalment que mostra els 200 àlbums més venuts als Estats Units durant la setmana en curs. Sovint és utilitzada per a veure la popularitat d'un artista o grup musical d'acord amb la venda dels seus discs.
Des dels 50 fins al 1983 s'anomenava Top Pop Albums, i canvià el seu nom aquell mateix any a Billboard, i el 1992 novament va canviar el seu nom a l'actual Billboard 200.
Va iniciar la seva publicació el 24 de març de 1945, mostrant els 100 àlbums més venuts, i l'any 1967 la llista es va expandir a 200. Des de 1991, Billboard pren com a fonts a la companyia Nielsen SoundScan, i les respectives discogràfiques de cada artista o agrupació. Donat que els resultats publicats a la llista són substancials i amb molt bons suports, RIAA (Recording Industry Association of America) els pren com una important referència, tot i no ser l'única, per després valorar l'entrega de discs d'Or (500.000 unitats), Platí (1 milió) i ocasionalment els escassos de Diamant (10 milions) al respectiu cantant o grup musical als Estats Units.
La llista també compta amb les seves limitacions, per exemple, a la seva publicació omet les vendes que setmanalment ven l'artista o grup, el que suposo una gran desavantatge, ja que no es pot jutjar el canvi de l'àlbum d'una setmana a l'altra. És també impossible determinar l'èxit relatiu dels àlbums, ja que per exemple, no hi ha indicacions de si l'àlbum del nombre u va vendre milers de còpies més que el número 50 o bé tan sols unes dotzenes més. Per aquest problema SoundScan té una exclusiva subscripció on el Billboard reserva una llista alternativa que conté les dades de vendes del disc.

## Billboard 200 èxits de tots els temps (1963-2015)
El 2015, la revista Billboard va recopilar un rànquing dels 100 àlbums amb millors vendes de les llistes al llarg dels 52 anys, juntament amb els artistes amb millor vendes. A continuació, es mostren els 10 millors àlbums i els 10 millors artistes dels 52 anys del Billboard 200 fins a l'octubre de 2015. També es mostren els artistes que posicionen la majoria dels àlbums a la llista de 100 àlbums "tots els temps" en general.

### Top 10 albums de tots els temps (1963–2015)
| Rank | Album                 | Year released | Artist(s)         | Peak and duration |
| ---- | --------------------- | ------------- | ----------------- | ----------------- |
| 1    | 21                    | 2011          | Adele             | #1 for 24 weeks   |
| 2    | The Sound of Music    | 1965          | Soundtrack        | #1 for 2 weeks    |
| 3    | Thriller              | 1983          | Michael Jackson   | #1 for 37 weeks   |
| 4    | Fearless              | 2008          | Taylor Swift      | #1 for 11 weeks   |
| 5    | Born in the U.S.A.    | 1984          | Bruce Springsteen | #1 for 7 weeks    |
| 6    | Ropin' the Wind       | 1991          | Garth Brooks      | #1 for 18 weeks   |
| 7    | Jagged Little Pill    | 1995          | Alanis Morissette | #1 for 12 weeks   |
| 8    | Doctor Zhivago        | 1966          | Soundtrack        | #1 for 1 week     |
| 9    | All the Right Reasons | 2005          | Nickelback        | #1 for 1 week     |
| 10   | Tapestry              | 1971          | Carole King       | #1 for 15 weeks   |

Source:

### Top 10 albums artistes de tots els temps (1963–2015)
| Rank | Artist             |
| ---- | ------------------ |
| 1    | The Beatles        |
| 2    | The Rolling Stones |
| 3    | Barbra Streisand   |
| 4    | Garth Brooks       |
| 5    | Elton John         |
| 6    | Mariah Carey       |
| 7    | Herb Alpert        |
| 8    | Taylor Swift       |
| 9    | Chicago            |
| 10   | Michael Jackson    |

Source:

### Artistes amb més albums a Billboard's Top 200 Albums de tots els temps (1963–2015)
| Number of albums | Artist              | Albums (ranking) |
| ---------------- | ------------------- | --- |
| 5                | The Beatles         | Sgt. Pepper's Lonely Hearts Club Band (54), A Hard Day's Night (105), 1 (131), Abbey Road (135), Meet the Beatles! (187) |
| 4                | Taylor Swift        | Fearless (4), Taylor Swift (18), 1989 (64), Red (140)                                                                    |
| 4                | Led Zeppelin        | Led Zeppelin II (146), Houses of the Holy (185), Led Zeppelin IV (194), In Through the Out Door (198)                    |
| 3                | Michael Jackson     | Thriller (3), Bad (138), Off the Wall (149)                                                                              |
| 3                | Nickelback          | All the Right Reasons (9), Silver Side Up (162), Dark Horse (182)                                                        |
| 3                | Whitney Houston     | Whitney Houston (11), The Bodyguard (23), Whitney (159)                                                                  |
| 3                | Herb Alpert         | Whipped Cream & Other Delights (13), Going Places (44), What Now My Love (170)                                           |
| 3                | Elton John          | Goodbye Yellow Brick Road (39), Honky Château (145), Captain Fantastic and the Brown Dirt Cowboy (175)                   |
| 3                | Mariah Carey        | Mariah Carey (50), The Emancipation of Mimi (52), Music Box (87)                                                         |
| 3                | Janet Jackson       | Control (72), Janet Jackson's Rhythm Nation 1814 (94), Janet (119)                                                       |
| 2                | Garth Brooks        | Ropin' the Wind (6), No Fences (29)                                                                                      |
| 2                | Fleetwood Mac       | Rumours (15), Fleetwood Mac (74)                                                                                         |
| 2                | Celine Dion         | Falling into You (21), Let's Talk About Love (164)                                                                       |
| 2                | Pink Floyd          | The Dark Side of the Moon (31), The Wall (92)                                                                            |
| 2                | Creed               | Human Clay (34), Weathered (181)                                                                                         |
| 2                | Santana             | Supernatural (36), Abraxas (114)                                                                                         |
| 2                | Backstreet Boys     | Backstreet Boys (42), Millennium (70)                                                                                    |
| 2                | Eminem              | The Eminem Show (56), Recovery (93)                                                                                      |
| 2                | Boyz II Men         | II (61), Cooleyhighharmony (129)                                                                                         |
| 2                | Green Day           | American Idiot (73), Dookie (172)                                                                                        |
| 2                | Nelly               | Country Grammar (85), Nellyville (174)                                                                                   |
| 2                | John Denver         | John Denver's Greatest Hits (86), Back Home Again (193)                                                                  |
| 2                | Chicago             | Chicago II (89), Chicago V (165)                                                                                         |
| 2                | The Black Eyed Peas | The E.N.D (96), Monkey Business (134)                                                                                    |
| 2                | Justin Timberlake   | FutureSex/LoveSounds (97), The 20/20 Experience (200)                                                                    |
| 2                | Mumford & Sons      | Sigh No More (106), Babel (116)                                                                                          |
| 2                | Alicia Keys         | Songs in A Minor (107), As I Am (128)                                                                                    |
| 2                | NSYNC               | No Strings Attached (111), 'N Sync (137)                                                                                 |
| 2                | The Monkees         | The Monkees (132), More of the Monkees (156)                                                                             |
| 2                | Eagles              | The Long Run (148), One of These Nights (155)                                                                            |
| 2                | Billy Joel          | Glass Houses (168), 52nd Street (191)                                                                                    |